# Angelo Rottoli
Angelo Rottoli (né le 14 décembre 1958 à Presezzo et mort le 29 mars 2020 à Ponte San Pietro) est un boxeur italien, champion d’Europe de boxe en 1989.

## Biographie
Angelo Rottoli a débuté en tant qu’amateur en 1977 et est passé professionnel en décembre 1981 dans la catégorie poids lourds devenant champion d’Italie de la catégorie en 1983.
Se replaçant dans la catégorie des poids lourds-légers, il participe au championnat du monde WBC, s’inclinant face au Portoricain Carlos De Leon en 1985. En 1987, il devient champion intercontinental WBC de la même catégorie en 1988 puis champion d'Europe l'année suivante. Il perd le titre européen face au Français Anaclet Wamba le 11 novembre 1989. En avril 1990, Rottoli dispute encore un match, qu’il perd : cette défaite met fin à sa carrière après 35 combats.
Angelo Rottoli est mort au Policlinico de Ponte San Pietro le 29 mars 2020 à l’âge de 61 ans, victime du coronavirus. 
Deux semaines auparavant, il a perdu sa mère et son frère victime du même virus.